# Sommer-Paralympics 2012/Teilnehmer (Jordanien)
| stlisierte Goldmedaille | stlisierte Silbermedaille | stlisierte Bronzemedaille |
| ----------------------- | ------------------------- | ------------------------- |
| —                       | —                         | —                         |

Jordanien entsendete neun Sportler zu den Paralympischen Sommerspielen 2012 in London, darunter eine Frau.:

## Teilnehmer nach Sportart

### Powerlifting (Bankdrücken)
Frauen:
- Fatama Abdelghafer Ahmed Allawi

Männer:
- Haidarah Abdallah Hasan Alkawamleh
- Mohammad Tarbash

### Leichtathletik
Männer:
- Amer Ali Mustafa Al Abbadi
- Abed Al Ramahi
- Jamil Saleh Elshebli

### Tischtennis
Frauen:
- Khetam Abuawad
- Fatmeh Al-Azzam
- Maha Bargouthi